# Ванадзор (станція)
Ця стаття про станцію Ванадзор. Стаття про місто — Ванадзор.
Ванадзо́р (вірм. Վանաձոր) — залізничний вузол в однойменному місті, третьому за величиною місті Вірменії. Станція є одним з трьох великих вокзалів Вірменської залізниці.

## Розташування та перспективи будівництва
Станція розташована на одноколійній електрифікованій лінії Гюмрі — Айрум. Ще 20 років тому планувалося побудувати гілку від ст. Ванадзор до ст. Фіолетово, але проект не був реалізований. Зараз актуальність будівництва знаходиться на високому рівні і проводяться активні обговорення з приводу будівництва двадцятикілометрової ділянки залізниці, яка з'єднає лінію Гюмрі — Айрум з лінією Раздан — Іджеван. Наприкінці 1990-х рр.. актуальність будівництва була пов'язана з подоланням наслідків Спітакського землетрусу. Нині будівництво необхідно з інших причин: 
- відстань по залізниці з Єревану до грузинського кордону скоротиться на третину, що дозволить не тільки знизити вартість перевезень, але й підвищити конкурентоспроможність підприємств Вірменії за рахунок більш швидкої доставки вантажів;
- Вірменія має переважно одноколійну залізницю, а будівництво даної ділянки фактично створить залізничне кільце, що поглине цей недолік за рахунок кругового руху поїздів і тим самим збільшить пропускну спроможність удвічі;
- покращиться транспортний зв'язок між марзами Ширак і Лорі з одного боку і марзами Тавуш, Гегаркунік і Котайк з іншого;
- у разі будівництва залізниці Вірменія — Іран, з'явиться можливість швидше доставляти транзитні вантажі по напрямку Іран — Грузія через ст. Айрум та Іран — Туреччина через ст. Ахурян, причому минаючи столицю Вірменії Єреван;
- попередня вартість реалізації проекту становить 30 млн доларів, а терміни реалізації проекту складають один рік.

## Діяльність
- Через станцію щоденно проходять велика кількість вантажних поїздів. Ванадзор є великим промисловим містом на півночі Вірменії, завдяки чому залізничний транспорт обслуговує не лише транзитні вантажні поїзди, але й власні місцевого формування.

- Через добу курсують пасажирські поїзди далекого сполучення на Єреван та на Тбілісі. У Ванадзор вони прибувають вночі. Влітку також курсує поїзд Єреван — Батумі.

- Приміське сполучення представлене електропоїздом № 6540 Гюмрі — Айрум (на кордоні з Грузією). Відправлення з Гюмрі о 6:15, у Ванадзорі о 8:05, прибуття до Айруму о 11:05. Курсує секція з чотирьох вагонів. Періодичність щоденна. Зворотно електропоїзд курсує під № 6541, відправленням з Айруму о 18:00, з зупинкою у Ванадзорі о 19:42 та прибуттям до Гюмрі о 21:36.